# Teresa Landy
Teresa Landy, ps. Silvester, tl, Quidam, Piotr Szary (ur. 23 września 1894 w Warszawie, zm. 5 stycznia 1972 w Laskach) – krytyczka literacka, animatorka życia kulturalnego, filozofka, myślicielka katolicka, tłumaczka, franciszkanka.

## Życiorys

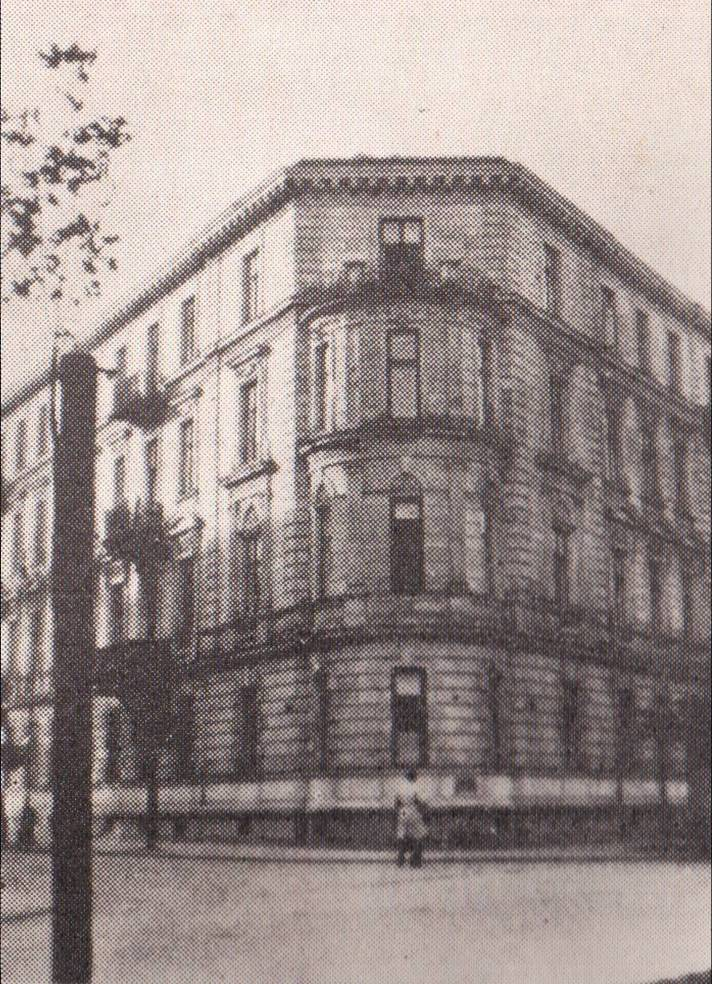
Szkoła na Wiejskiej

### Przed wstąpieniem do zakonu
Urodziła się w Warszawie jako Zofia Landy. Była krewną Michała Landego. Skończyła w 1911 roku prywatną szkołę dla dziewcząt, prowadzoną przez Jadwigę Kowalczykównę i Jadwigę Jawurkównę. W latach 1913–1916 była słuchaczką filozofii na paryskiej Sorbonie. Poznała tam Raissę i Jacques’a Maritainów. Po powrocie do Polski pracowała jako nauczycielka w gimnazjach w Warszawie i Pułtusku. Była też domową nauczycielką młodszych sióstr koleżanki ze Szkoły na Wiejskiej, Zofii Sokołowskiej. W domu Sokołowskich prowadziła wielogodzinne rozmowy z filozofem, księdzem Władysławem Korniłowiczem (zob. młodość Zofii Sokołowskiej). Prawdopodobnie pod wpływem tych rozmów przyjęła chrzest w 1917 roku.
Uczestniczyła w debatach młodej inteligencji o różnej przynależności wyznaniowej, prowadzonych m.in. w „Kółku” księdza Korniłowicza.

### Życie w zakonie
W 1928 roku wstąpiła do Zgromadzenia ss. Franciszkanek Służebnic Krzyża w Laskach (śluby wieczyste złożyła 15 sierpnia 1936).

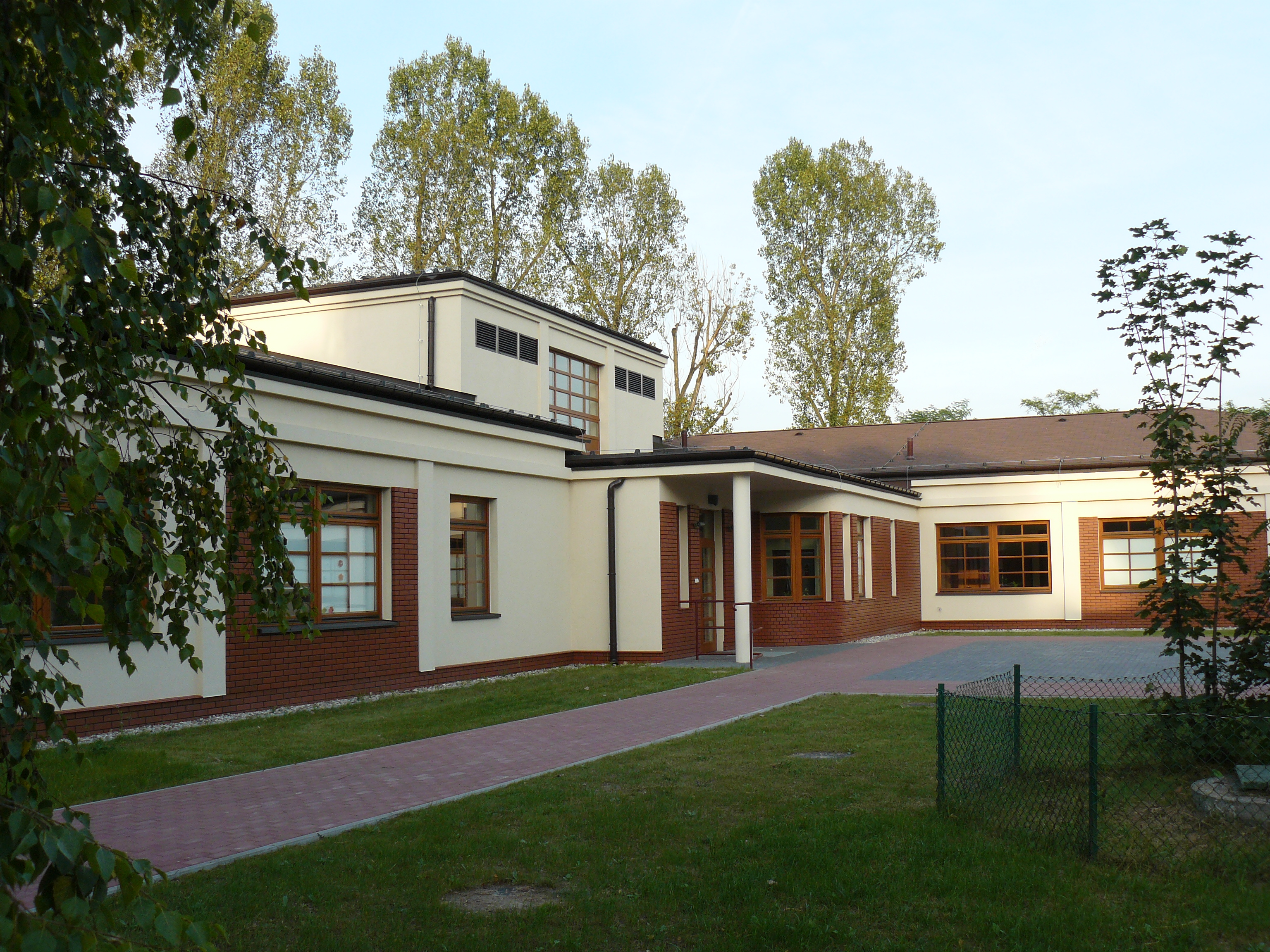
Szkoła dla dzieci niewidomych w Laskach

Niemal przez całe życie była związana z Zakładem dla Niewidomych w Laskach. W latach 1926–1939 kierowała szkołą dla niewidomych.
Była bliską współpracowniczką matki Elżbiety Czackiej (zob. historia Towarzystwa Opieki nad Ociemniałymi). Razem z nią opracowała polski alfabet Braille’a (tzw. skróty brailowskie). Przez kilka lat była mistrzynią nowicjatu w Laskach. Podczas okupacji hitlerowskiej, ze względu na żydowskie pochodzenie, ukrywała się w domach Zgromadzenia w Żułowie i Kozłówce na Lubelszczyźnie.
Prowadziła wykłady z filozofii św. Tomasza dla środowisk akademickich. Zmarła w Laskach po długiej chorobie.

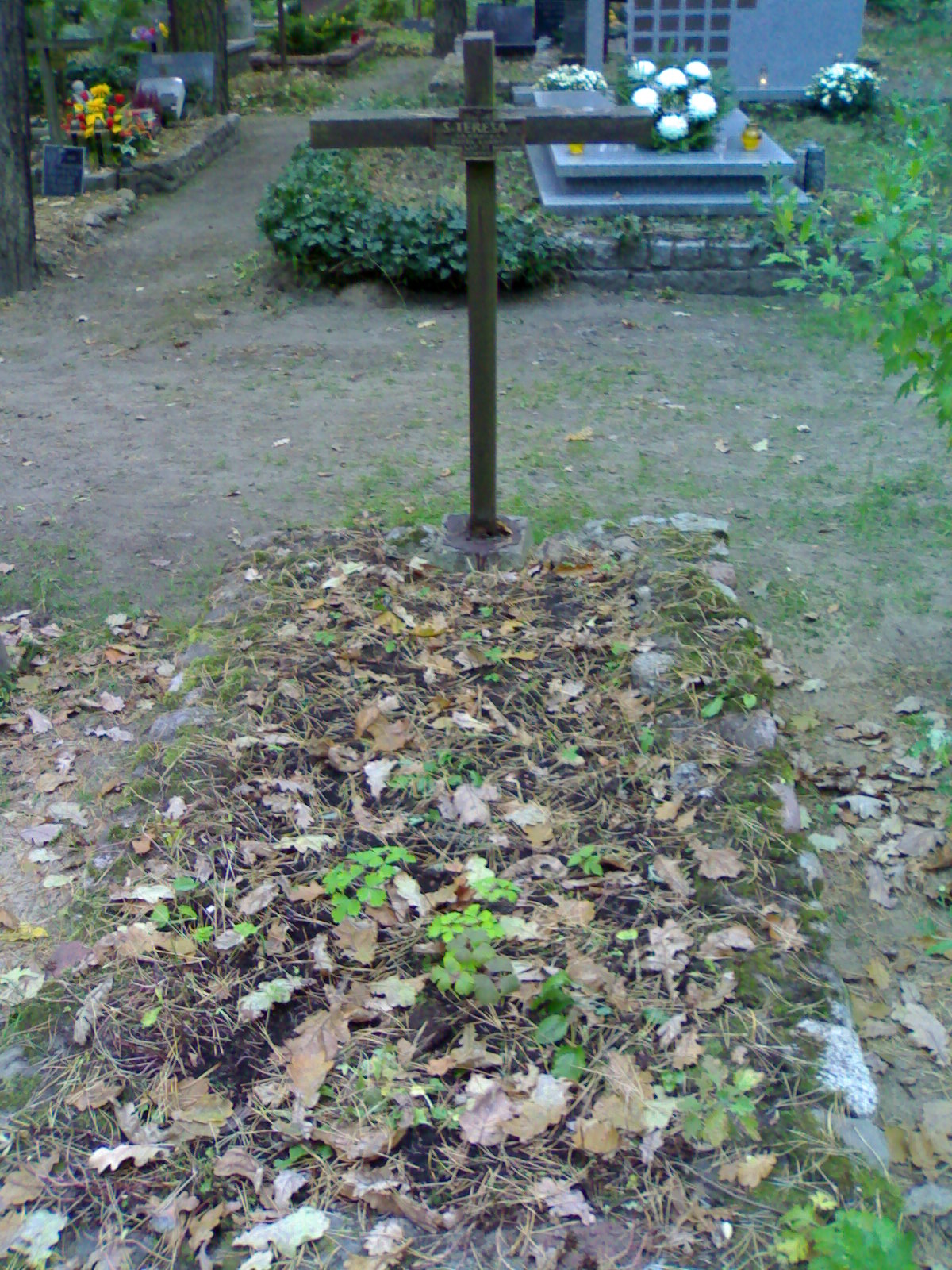
Grób s. Teresy na cmentarzu w Laskach

### Teresa Landy jako krytyk literacki
W latach 1934–1939 była członkiem redakcji pisma „Verbum”. Na jego łamach ogłaszała artykuły i recenzje.
W polskiej krytyce reprezentowała nurt personalistyczny, który nawiązywał do osiągnięć neotomizmu. Landy pozostawała pod silnym wpływem św. Tomasza, Jacques’a Maritaina i późnych pism Stanisława Brzozowskiego.
Była autorką szkiców i recenzji poświęconych literaturze polskiej (m.in. Dąbrowskiej, Nałkowskiej, Gombrowiczowi) i francuskiej (m.in. Bernanosowi, de Saint-Exupéry’emu, Malraux).
Po wojnie jej artykuły ukazywały się rzadko. Publikowała na łamach „Tygodnika Powszechnego”.

### Odznaczenia, nagrody i wyróżnienia
W 1938 roku otrzymała Brązowy Krzyż Zasługi za dokonania na polu pedagogicznym.